# Izba Wydawców Prasy
Izba Wydawców Prasy – ogólnopolska organizacja samorządu gospodarczego dla podmiotów gospodarczych prowadzących działalność związaną w wydawaniem i kolportażem prasy – powstała 30 marca 1996 z inicjatywy Unii Wydawców Prasy i Ogólnopolskiego Stowarzyszenia Wydawców. 
Reprezentuje interesy gospodarcze zrzeszonych w niej podmiotów w zakresie prowadzonej przez nie działalności wydawniczej, polegającej na wydawaniu gazet i czasopism zarówno w wersji papierowej, jak i elektronicznej z wykorzystaniem środków audialnych lub audiowizualnych – na podstawie wpisu do właściwych rejestrów, a także wydawaniu – obok działalności prasowej – książek i innych wydawnictw na nośnikach papierowych i elektronicznych.
Izba Wydawców Prasy współdziała z Polską Izbą Druku i Polską Izbą Książki.